# 書物問屋
書物問屋（しょもつどんや）とは、元和年間に京都において始まった仏書（仏教に関する書籍）、儒学書、歴史書、辞書、医書、和古典書など内容の硬い本を扱う問屋を指す。
当初はこのような書籍を「物之本」といった。その後、これらは「書物」といわれるようになり、このような硬い内容の本を扱う店を書物問屋、または「書林」あるいは「書肆」というようになった。書物問屋は書物の出版も販売も行った。

## 歴史
貞享2年（1685年）の京の案内書『京羽二重』には京都書林十哲として、歌書の出雲寺和泉掾、法華書の平楽寺、儒医書の風月、安斎書の武村市兵衛、禅書の田原仁左衛門、真言書の前川権兵衛、真言書の中野小左衛門、法華書の中野五左衛門、一向宗の西村九右衛門、謡本の金屋長兵衛が著名な書物問屋として挙げられている。京都においては正徳6年（1716年）に書物問屋同士による『仲間』結成が認められた。後に江戸、大坂にもこのような店が広まって行き、江戸では享保6年（1721年）8月には将軍徳川吉宗の命により大岡忠相が主導者となって46軒の問屋により書物問屋仲間が結成された。翌享保7年（1722年）には「寅年の禁令」によって検閲が始まった。さらに大坂では享保8年（1723年）に問屋仲間が結成された。文政7年（1824年）当時の組合加盟の書物問屋40名の名前が判明している。
なお、嘉永4年（1851年）の江戸には73軒の書物問屋があった。嘉永4年当時では芝付近に和泉屋吉兵衛、和泉屋新八、岡田屋嘉七、和泉屋市兵衛、内野屋弥平治、万屋忠蔵などが存在した。ほかに著名な書物問屋に『解体新書』などを刊行した日本橋の須原屋市兵衛や須原屋茂兵衛などが挙げられる。
明治5年（1872年）4月には従来の書物問屋組合が改称して東京書林組合が設立された。この東京書林組合には多くの地本問屋も加入し、組合員数は149名に上ったが、毎年5月に集まって政府の布告、禁令などを徹底させるという程度の消極的なものであったので、2年にして解散となった。その後、明治8年（1875年）9月に発布された出版条例によって旧来の組合は解散させられ、同年再び改めて内務省が検閲を執り行う東京書林組合が再興され、明治14年（1881年）2月に幕末期に地本に対した本屋の旧組合であった人々のなかに新興の本屋が加わって会員総数206名による「東京書林組合」が再興した。この組合申請に際して錦絵を扱う大倉孫兵衛などの業者もこれに新規加入した。ただし、当時の出版界では硬い内容の政治的な書物が流行する一方、『当世書生気質』などの新興文学が出版されるのをみるにいたり、東京書林組合は時代の波についていけず、3、4年で解消となった。
その後、明治20年（1887年）11月6日には「東京書林組合」が中心になって「東京書籍出版営業者組合」が東京府の認可を受けて発足、明治35年（1902年）に「東京書籍商組合」となり、恒久的組織になった。大正8年（1919年）には全国書籍商聯合会が発足するが、大正12年（1923年）9月1日に起こった関東大震災によって日本橋区、神田区、深川区、浅草区、下谷区などにあった多数の書物問屋が被災して失われた。その後、すぐに再開した東京書籍商組合は昭和16年（1941年）7月11日に臨時総会を九段軍事会館で開き、解散を決定した。
後に全国書籍商聯合会が昭和32年（1957年）発足の現在の日本書籍出版協会につながっていった。